# Gregory van der Wiel
Gregory van der Wiel, född 3 februari 1988 i Amsterdam, är en nederländsk fotbollsspelare som spelar för Toronto FC. 
Innan han kom till Paris Saint-Germain så representerade han Ajax på proffsnivå, DCG respektive HFC Haarlem på ungdomsnivå. van der Wiel gjorde debut för Ajax i Eredivisie säsong 2006/07. 

## Statistik
| Säsong  | Klubb  | Liga       | Ligamatcher | Ligamål |
| ------- | ------ | ---------- | ----------- | ------- |
| 2006/07 | Ajax   | Eredivisie | 4           | 0       |
| 2007/08 | Ajax   | Eredivisie | 6           | 0       |
| 2008/09 | Ajax   | Eredivisie | 32          | 2       |
| 2009/10 | Ajax   | Eredivisie | 34          | 6       |
| 2010/11 | Ajax   | Eredivisie | 32          | 1       |
| 2011/12 | Ajax   | Eredivisie | 19          | 2       |
| 2012/13 | Ajax   | Eredivisie | 3           | 1       |
| 2012/13 | PSG    | Ligue 1    | 22          | 1       |
| 2013/14 | PSG    | Ligue 1    | 25          | 0       |
| 2014/15 | PSG    | Ligue 1    | 25          | 1       |
| 2015/16 | PSG    | Ligue 1    | 17          | 2       |
| Totalt  | Totalt | Totalt     | 219         | 16      |